# Vodňany
Vodňany (en allemand : Wodnian) est une ville du district de Strakonice, dans la région de Bohême-du-Sud, en République tchèque. Sa population s'élevait à 7 483 habitants en 2024.

## Géographie
Vodňany est arrosée par la rivière Blanice, un affluent de l'Otava, et se trouve à 23 km au sud-est de Strakonice, à 30 km au nord-ouest de České Budějovice et à 105 km au sud-sud-ouest de Prague.
La commune est limitée par Pohorovice et Protivín au nord, par Číčenice et Dříteň à l'est, par Libějovice, Chelčice et Stožice au sud, et par Bavorov et Krašlovice à l'ouest.

## Histoire
La localité reçut le droit de cité de Jean Ier de Bohême en 1336.

## Administration
La commune se compose de six sections :
- Čavyně
- Hvožďany u Vodňan
- Křtětice
- Radčice u Vodňan
- Újezd u Vodňan
- Vodňany (comprend les hameaux de Pražák et Vodňanské Svobodné Hory)

## Population
Recensements (*) ou estimations de la population :
| 1869* | 1880* | 1890* | 1900* | 1910* | 1921* |
| ----- | ----- | ----- | ----- | ----- | ----- |
| 5 784 | 5 605 | 5 364 | 5 556 | 5 811 | 5 664 |

| 1930* | 1950* | 1961* | 1970* | 1980* | 1991* |
| ----- | ----- | ----- | ----- | ----- | ----- |
| 5 813 | 5 624 | 6 287 | 6 284 | 6 624 | 6 331 |

| 2001* | 2011* | 2015  | 2016  | 2017  | 2018  |
| ----- | ----- | ----- | ----- | ----- | ----- |
| 6 581 | 7 147 | 6 853 | 6 856 | 6 880 | 6 876 |

| 2019  | 2020  | 2021* | 2022  | 2023  | 2024  |
| ----- | ----- | ----- | ----- | ----- | ----- |
| 6 953 | 7 028 | 6 816 | 6 848 | 7 446 | 7 483 |

## Transports
Par la route, Vodňany se trouve à 8 km du centre de Protivín , à 22 km de Písek, à 32 km de České Budějovice et à 146 km de Prague.

## Jumelages
- Aarwangen (Suisse)
- Oravský Podzámok (Slovaquie)
- Sieraków (Pologne)
- Wartberg ob der Aist (Autriche)
- Zlaté Hory (Tchéquie)